# Scytodes clavata
Scytodes clavata är en spindelart som beskrevs av Benoit 1965. Scytodes clavata ingår i släktet Scytodes och familjen spottspindlar.
Artens utbredningsområde är Kongo. Inga underarter finns listade i Catalogue of Life.